# Острая Лука (Рязанская область)
Острая Лука — деревня в Спасском районе Рязанской области. Входит в Перкинское сельское поселение.

## География
Находится в центральной части Рязанской области на расстоянии приблизительно 9 км на запад-юго-запад по прямой от районного центра города Спасск-Рязанский на левом берегу реки Истья.

## История
Деревня была отмечена на карте еще 1840 года. На карте 1850 года показана как поселение с 52 дворами. В 1859 году здесь (тогда сельцо Спасского уезда Рязанской губернии) было учтено 40 дворов, в 1897—118.

## Население
Численность населения: 603 человек (1859 год), 1170 (1897), 66 в 2002 году (русские 98 %), 56 в 2010.